# Aegiphila glomerata
Aegiphila glomerata es una especie de planta de flores perteneciente a la familia Lamiaceae. Es endémica de Ecuador. 
Es un árbol de mediana altura que se desarrolla en las selvas húmedas tropicales. Se encuentra tratado en peligro de extinción por pérdida de hábitat. 
Se encuentran tres poblaciones en las selvas costeras. Fue descubierto por primera vez en 1842 en la Isla Salango en la provincia de Manabí. Otra colonia se encuentra en el Bosque de Capeira, cerca de Guayaquil. Y la tercera en la provincia de El Oro. Otros especímenes se encuentran en los bosques secos de la Reserva Ecológica Manglares-Churute o el Parque nacional Machalilla. 

## Taxonomía
Aegiphila glomerata fue descrita por George Bentham y publicado en The Botany of the Voyage of H.M.S. Sulphur 154. 1844[1846].